# آتلانتیک سیتی (وایومینگ)
آتلانتیک سیتی(به انگلیسی: Atlantic City) شهری در ایالت نیوجرسی کشور ایالات متحده آمریکا است که جمعیت آن در سرشماری سال ۲۰۱۰ میلادی، حدود 40 هزار نفر بوده‌است.
نقشه درج شده به  اشتباه نقشه ایالت وایومینگ میباشد و من نتوانستم  آن را  تصحیح کنم  ایالت نیوجرسی در شرق امریکا میباشد 

## نگارخانه

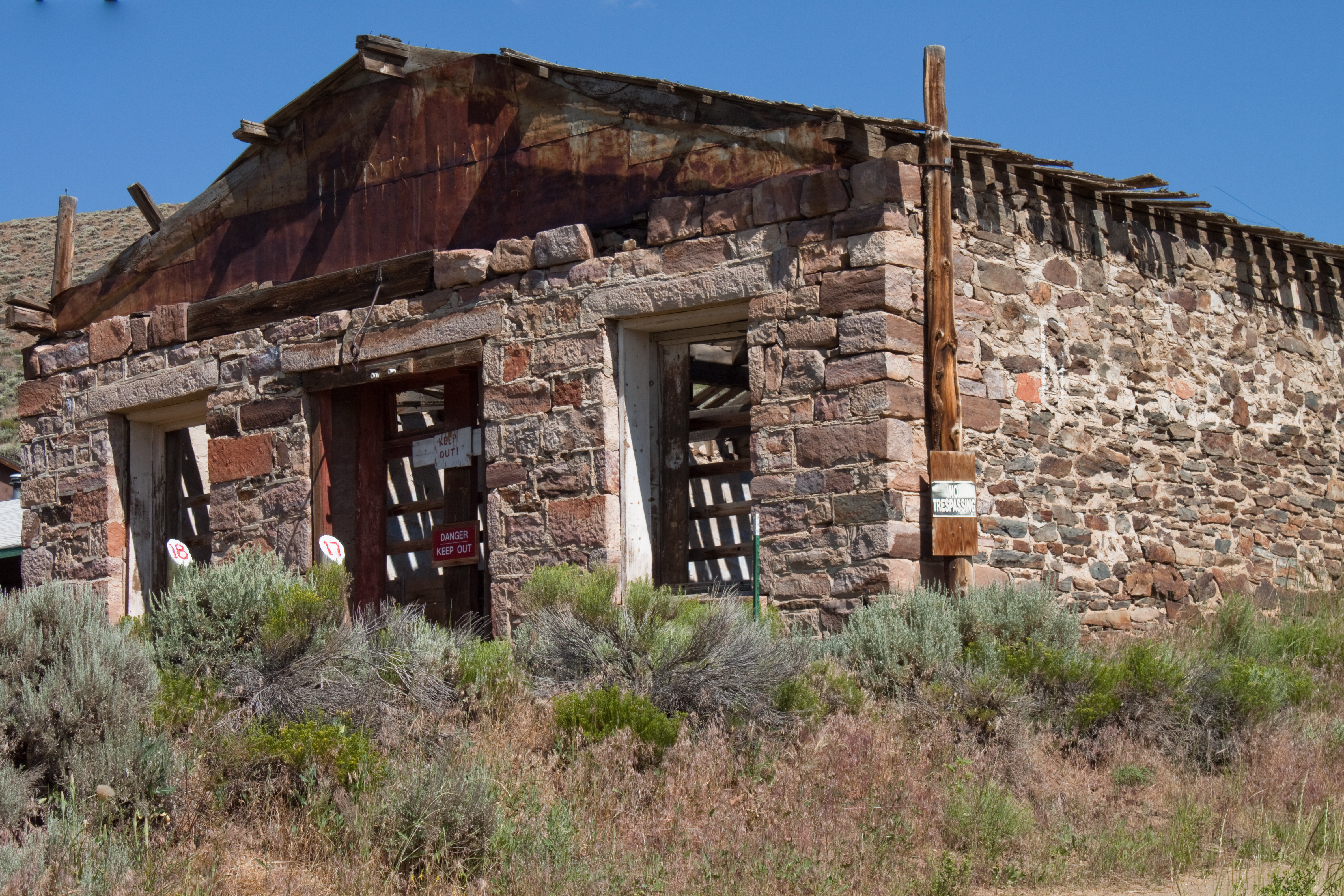
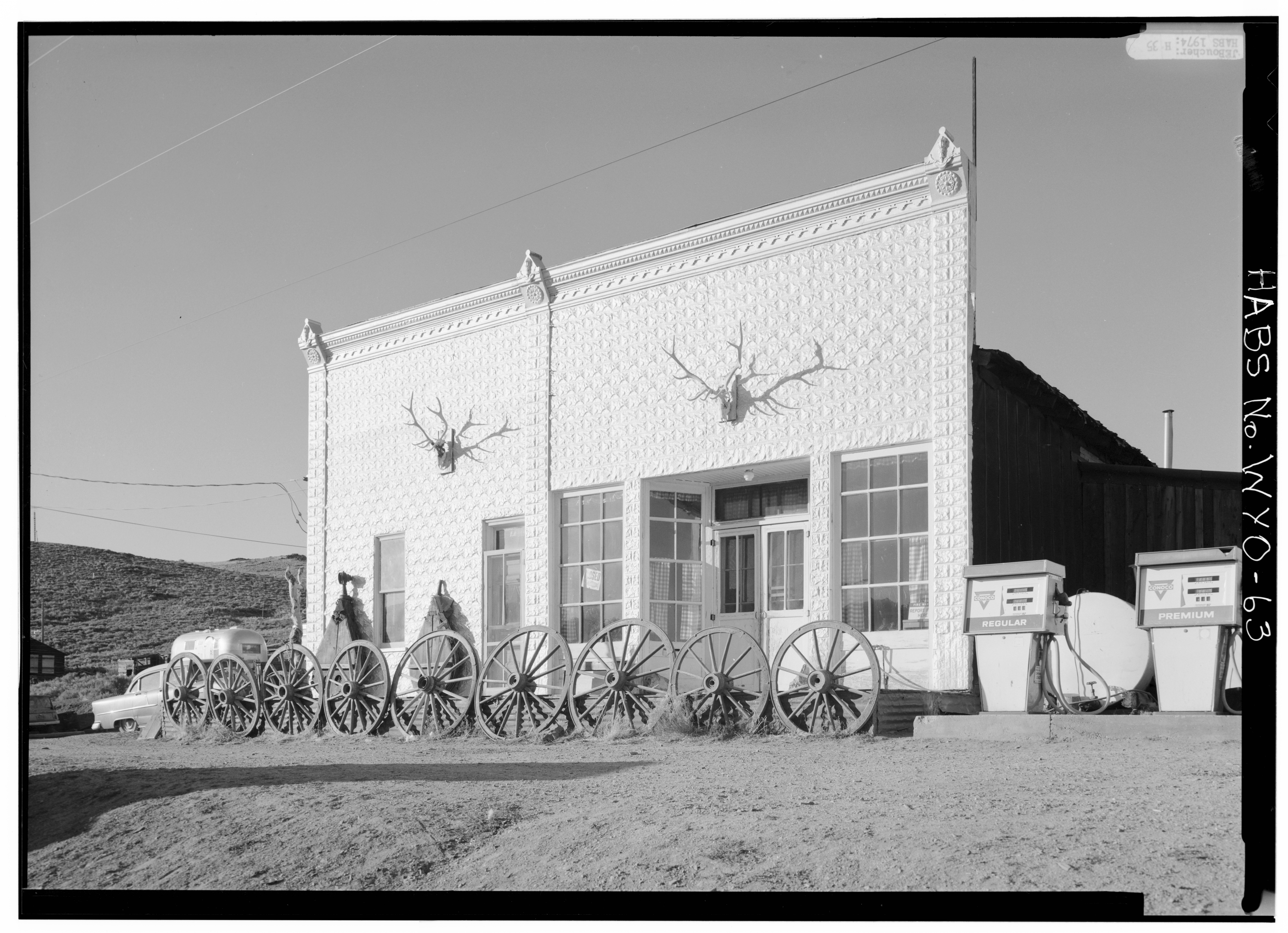

## موقعیت جغرافیایی
موقعیت جغرافیایی شهرها و مناطق اطراف به شرح زیر است: